# Güterwagen-Bauarten-Übersicht bis 1945
Die Güterwagen-Bauarten-Übersicht bis 1945 ist eine Ergänzung zu den Artikeln: „Güterwagen der Länderbahnen“, Güterwagen der Verbandsbauart, „Güterwagen der Austauschbauart“, „Güterwagen der geschweißten Bauart“ und „Güterwagen der Kriegsbauart“ und gibt die verschiedenen Bauarten und die daraus resultierende Entwicklung der Güterwagen in Deutschland in Kurzform wieder.  

## Standardgüterwagen
Die nachfolgende Tabelle beinhaltet nur einige Standardgüterwagen der Länderbahnen, der Deutschen Reichsbahn-Gesellschaft (DRG) bzw. der Deutschen Reichsbahn, aufgegliedert nach Wagenarten und Bauarten. Angegeben sind die Gattungsbezirke und die Gattungszeichen mit denen die Wagen bei der Deutschen Reichsbahn eingestellt waren. Nebengattungszeichen sind nur insoweit aufgeführt, als das sie für alle oder zumindest die Mehrzahl der Wagen einer Wagenart zutrafen. Die Musterblatt-Nummern der Länderbahnbauart (hier) und Verbandsbauart (hier) sind in Klammer stehend angegeben. Die Nummerierung der Güterwagen jedes Gatungsbezirkes begann von 1921 bis 1949 mit 101. 
| Bauart:                                                    | [ ca. 1878–1910 ] Länderbauart (Musterblatt) | [ ca. 1878–1910 ] Länderbauart (Musterblatt) | [ ca. 1910–1924 ] Verbandsbauart (Musterblatt) | [ ca. 1910–1924 ] Verbandsbauart (Musterblatt) | [ ca. 1924–1933 ] Austauschbauart (genietet) | [ ca. 1924–1933 ] Austauschbauart (genietet) | [ 1933-1945 ] Geschweißte Bauart                                       | [ 1933-1945 ] Geschweißte Bauart                                       | [ 1942-1945 ] Kriegsbauart         |                           |
| ---------------------------------------------------------- | -------------------------------------------- | -------------------------------------------- | ---------------------------------------------- | ---------------------------------------------- | -------------------------------------------- | -------------------------------------------- | ---------------------------------------------------------------------- | ---------------------------------------------------------------------- | ---------------------------------- | ------------------------- |
| Wagenart                                                   | Gattungsbezirk und Gattungszeichen           | Gattungsbezirk und Gattungszeichen           | Gattungsbezirk und Gattungszeichen             | Gattungsbezirk und Gattungszeichen             | Gattungsbezirk und Gattungszeichen           | Gattungsbezirk und Gattungszeichen           | Gattungsbezirk und Gattungszeichen                                     | Gattungsbezirk und Gattungszeichen                                     | Gattungsbezirk und Gattungszeichen |                           |
| Gedeckte Güterwagen                                        | Hannover G Stettin G (IId8)                  | Hannover G Stettin G (IId8)                  | Kassel München (A2)                            | G Gh Geh                                       | Kassel Gr                                    | Kassel Gr                                    | Oppeln (kurz) Oppeln (lang)                                            | Gs Ghs Gehs                                                            | Bremen Gmhs                        |                           |
| Gedeckte großräumige Güterwagen                            | Dresden Gl (Ce5)                             | Dresden Gl (Ce5)                             | Dresden Gl (A9)                                | Dresden Gl (A9)                                | Dresden                                      | Gl Glr Glrhs Glhs Glehs                      | Dresden                                                                | Glr Gls Glrhs Glhs                                                     | Leipzig Glmhs                      |                           |
| Gedeckte großräumige Güterwagen mit Stirntüren             | Noch nicht entwickelt                        | Noch nicht entwickelt                        | Noch nicht entwickelt                          | Noch nicht entwickelt                          | Dresden                                      | Glt Glth Gltrhs                              | Dresden                                                                | Glt Glths Gltehs Gltrhs                                                | Wurde nicht gebaut                 |                           |
| Gedeckte großräumige Güterwagen vierachsig                 | Noch nicht entwickelt                        | Noch nicht entwickelt                        | Noch nicht entwickelt                          | Noch nicht entwickelt                          | Noch nicht entwickelt                        | Noch nicht entwickelt                        | Dresden GGhs Bromberg GGhs                                             | Dresden GGhs Bromberg GGhs                                             | Wurde nicht gebaut                 |                           |
| Gedeckte großräumige Güterwagen mit Stirntüren, vierachsig | Noch nicht entwickelt                        | Noch nicht entwickelt                        | Noch nicht entwickelt                          | Noch nicht entwickelt                          | Noch nicht entwickelt                        | Noch nicht entwickelt                        | Bromberg GGths                                                         | Bromberg GGths                                                         | Wurde nicht gebaut                 |                           |
| Klappdeckel- wagen                                         | Elberfeld K (IId4)                           | Elberfeld K (IId4)                           | Elberfeld K (A7)                               | Elberfeld K (A7)                               | Elberfeld/Wuppertal K                        | Elberfeld/Wuppertal K                        | Wuppertal Kmr                                                          | Wuppertal Kmr                                                          | Wurde nicht gebaut                 |                           |
| Verschlag- wagen                                           | Altona (IId10)                               | Vh Vwh                                       | Altona (A8)                                    | V Vh                                           | Altona                                       | V Vr                                         | Altona/Hamburg V                                                       | Altona/Hamburg V                                                       | Wurde nicht gebaut                 |                           |
| Offene Güterwagen                                          | Frankfurt O Würzburg Op (IId3)               | Frankfurt O Würzburg Op (IId3)               | Halle O (A1)                                   | Halle O (A1)                                   | Halle O                                      | Halle O                                      | Wurde nicht gebaut                                                     | Wurde nicht gebaut                                                     | Wurde nicht gebaut                 | Wurde nicht gebaut        |
| Offene Güterwagen                                          | Schwerin O Schwerin Op (IId1)                | Schwerin O Schwerin Op (IId1)                | Nürnberg O (A6)                                | Nürnberg O (A6)                                | Wurde nicht gebaut                           | Wurde nicht gebaut                           | Wurde nicht gebaut                                                     | Wurde nicht gebaut                                                     | Wurde nicht gebaut                 | Wurde nicht gebaut        |
| Offene Güterwagen                                          | Ludwigshafen Om (IId2III)                    | Ludwigshafen Om (IId2III)                    | Breslau Om Essen Om (A10)                      | Breslau Om Essen Om (A10)                      | Königsberg Om                                | Königsberg Om                                | Breslau Om Essen Om Linz Omm Villach Ommu Villach Ommur Kattowitz OOfs | Breslau Om Essen Om Linz Omm Villach Ommu Villach Ommur Kattowitz OOfs | Klagenfurt Ommu Graz Ommf          | Klagenfurt Ommu Graz Ommf |
| Rungen- wagen                                              | Stuttgart R (IId5)                           | Stuttgart R (IId5)                           | Stuttgart R (A4)                               | Stuttgart R (A4)                               | Stuttgart R Stuttgart Rr                     | Stuttgart R Stuttgart Rr                     | Stuttgart                                                              | R Rr Rs                                                                | Ulm Rmms                           | Ulm Rmms                  |
| Zweiachsige Schienenwagen                                  | Augsburg S (Ce143)                           | Augsburg S (Ce143)                           | Augsburg S (A11)                               | Augsburg S (A11)                               | Augsburg Sm                                  | Augsburg Sm                                  | Augsburg Sm Augsburg Smr                                               | Augsburg Sm Augsburg Smr                                               | Wurde nicht gebaut                 | Wurde nicht gebaut        |
| Vierachsige Schienenwagen                                  | Köln SSk (IId7)                              | Köln SSk (IId7)                              | Köln SS (A3)                                   | Köln SS (A3)                                   | Köln SSl                                     | Köln SSl                                     | Köln SSla                                                              | Köln SSla                                                              | Wurde nicht gebaut                 | Wurde nicht gebaut        |
| Viersachsige Flachwagen                                    | Noch nicht entwickelt                        | Noch nicht entwickelt                        | Noch nicht entwickelt                          | Noch nicht entwickelt                          | Noch nicht entwickelt                        | Noch nicht entwickelt                        | Köln SSy Köln SSys                                                     | Köln SSy Köln SSys                                                     | Wurde nicht gebaut                 | Wurde nicht gebaut        |
| Sechsachsiger Flachwagen                                   | Noch nicht entwickelt                        | Noch nicht entwickelt                        | Noch nicht entwickelt                          | Noch nicht entwickelt                          | Noch nicht entwickelt                        | Noch nicht entwickelt                        | Köln SSyms                                                             | Köln SSyms                                                             | Wurde nicht gebaut                 | Wurde nicht gebaut        |
| Drehschemel- wagen                                         | Regensburg H (IIc11)                         | Regensburg H (IIc11)                         | Regensburg H (A5)                              | Regensburg H (A5)                              | Regensburg H                                 | Regensburg H                                 | Regensburg Hm                                                          | Regensburg Hm                                                          | Wurde nicht gebaut                 | Wurde nicht gebaut        |

1. ↑  1937 wurden die Wagen der Wagengattung „Glhs Dresden“ (Baujahr 1934) dem „Gattungsbezirk Oppeln“ zugeordnet
2. ↑  Kleinserie von vier Wagen.
3. ↑  Kleinserie mit etwa 10 gebauten Exemplaren.
4. ↑  1930 wurden die Klappdeckelwagen dem Gattungsbezirk Wuppertal zugeordnet.
5. ↑  1930 wurden die Klappdeckelwagen dem Gattungsbezirk Wuppertal zugeordnet.
6. ↑  Kleinserie mit acht gebauten Exemplaren.
7. ↑  1937 wurden die Verschlagwagen dem Gattungsbezirk Hamburg zugeordnet.
8. ↑  1937 wurden die Verschlagwagen dem Gattungsbezirk Hamburg zugeordnet.
9. ↑  1937 wurden die Verschlagwagen dem Gattungsbezirk Hamburg zugeordnet.
10. ↑  Kleinserie mit weniger als 40 gebauten Exemplaren.
11. ↑  Kleinserie mit weniger als 30 gebauten Exemplaren.
12. ↑  Versuchsbauart von 1944/45.
13. ↑  Kleinserie mit circa 20 gebauten Exemplaren.
14. ↑  Kleinserie mit weniger als 40 gebauten Exemplaren.
15. ↑  Zwei Versuchswagen von 1942.

## Bauartenübersicht nach Wagenart gegliedert
| Gedeckte Güterwagen der Regelbauart | Gedeckte Güterwagen der Regelbauart | Gedeckte Güterwagen der Regelbauart | Gedeckte Güterwagen der Regelbauart | Gedeckte Güterwagen der Regelbauart | Gedeckte Güterwagen der Regelbauart      | Gedeckte Güterwagen der Regelbauart    | Gedeckte Güterwagen der Regelbauart                  |
| Wagenart                            | Bauart                              | Erstes Baujahr                      | Lade- gewicht                       | Länderbahn-Gattung ab 1914          | Gattungsbezirk u. Gattungszeichen der DR | Gattungszeichen u. Bauartnummer der DB | Gattungszeichen u. Gattungsnummer der DR (nach 1945) |
| ----------------------------------- | ----------------------------------- | ----------------------------------- | ----------------------------------- | ----------------------------------- | ---------------------------------------- | -------------------------------------- | ---------------------------------------------------- |
| Gedeckte Güterwagen                 | Länderbauart                        | 1895                                | 15 t                                | Gm                                  | Hannover/Stettin G                       | G02 / G03                              | G03                                                  |
| Gedeckte Güterwagen                 | Verbandsbauart                      | 1910                                | 15 t                                | Gm, Nm                              | Kassel/München G                         | G 10                                   | G04 / G05                                            |
| Gedeckte Güterwagen                 | Austauschbauart                     | 1927                                | 15 t                                | -                                   | Kassel Gr                                | G 20                                   | G 04                                                 |
| Gedeckte Güterwagen                 | Geschweißte Bauart                  | 1937                                | 15 t                                | -                                   | Oppeln G(r)s, Ghs, Gehs                  | Gmhs 30                                | Gms 07                                               |
| Gedeckte Güterwagen                 | Kriegsbauart                        | 1943                                | 20 t                                | -                                   | Bremen Gmhs                              | Gmhs 35                                | Gmhs 11                                              |
| Gedeckte großräumige Güterwagen     | Länderbauart                        | 1914                                | 15 t                                | Gml                                 | Dresden Gl                               | Gl 06                                  | Gl 12                                                |
| Gedeckte großräumige Güterwagen     | Länderbauart                        | 1895                                | 15 t                                |                                     | Dresden Gl                               | Gl 07                                  | -                                                    |
| Gedeckte großräumige Güterwagen     | Verbandsbauart                      | 1913/14                             | 15 t                                | Gml                                 | Dresden Gl                               | Gl 11                                  | Gl 12                                                |
| Gedeckte großräumige Güterwagen     | Austauschbauart                     | 1923                                | 15 t                                | -                                   | Dresden Gl u. Glr                        | Gl 22, Glr 22                          | Gl 12                                                |
| Gedeckte großräumige Güterwagen     | Austauschbauart                     | 1933                                | 15 t                                | -                                   | Dresden Glhs u. Glehs                    | Glhs 25, Glehs 25                      | Gl 12                                                |
| Gedeckte großräumige Güterwagen     | Geschweißte Bauart                  | 1934                                | 15 t                                | -                                   | Dresden Glhs ab 1937:Oppeln Ghs          | Ghs 31                                 | Ghs 07                                               |
| Gedeckte großräumige Güterwagen     | Austauschbauart                     | 1935                                | 15 t                                | -                                   | Dresden Glr, Gls, Glrs, Glrhs            | Glm... 28                              | Gl 12                                                |
| Gedeckte großräumige Güterwagen     | Geschweißte Bauart                  | 1936                                | 15 t                                | -                                   | Dresden Glr u. Glrhs                     | Glmr 38, Glrhs 33                      | Gl 12                                                |
| Gedeckte großräumige Güterwagen     | Geschweißte Bauart                  | 1937                                | 15 t                                | -                                   | Dresden Gls u. Glhs                      | Glms 38, Glmhs 38                      | Gl 12                                                |
| Gedeckte großräumige Güterwagen     | Kriegsbauart                        | 1943                                | 20 t                                | -                                   | Leipzig Glmhs                            | Glmhs 36                               | Gmhs 11                                              |

1. ↑  Wurden nur für die Großherzogische Badische Staats-Eisenbahn gebaut, ab 1937 Gl Stettin